# هانترزکریک (فلوریدا)
هانترزکریک (به انگلیسی: Hunter's Creek) یک منطقهٔ مسکونی در ایالات متحده آمریکا است که در شهرستان اورنج، فلوریدا واقع شده‌است. هانترزکریک ۹٫۹ کیلومتر مربع مساحت و ۱۴٬۳۲۱ نفر جمعیت دارد و ۲۷ متر بالاتر از سطح دریا قرار دارد.